# 安全剃刀

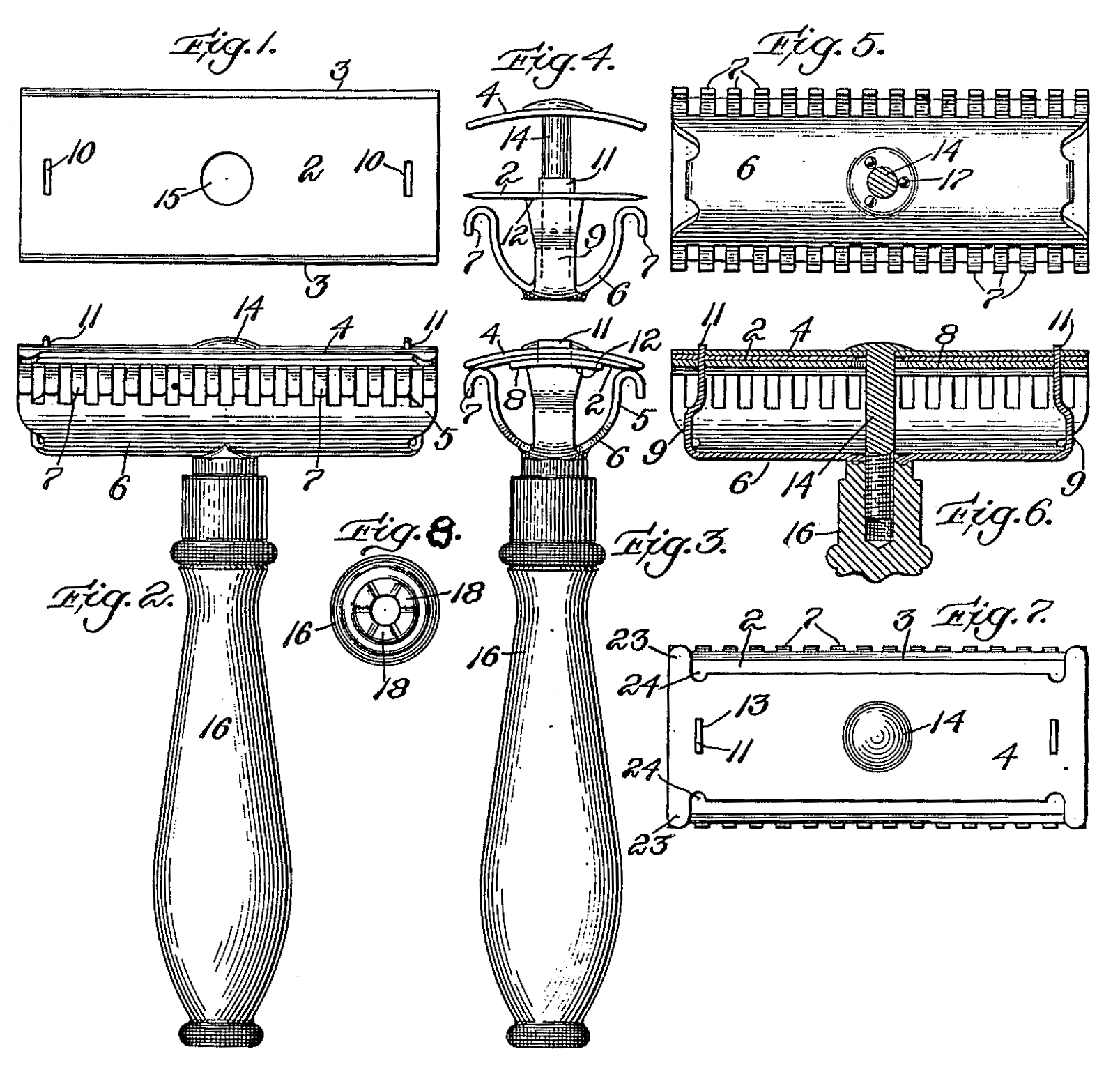
ジレット安全剃刀の特許（#775,134）の図。このタイプの両刃型安全剃刀は、発明から100年以上経過した21世紀初頭でも基本構造を大きく変えないまま、世界各国で用いられている

安全剃刀（あんぜんかみそり）とは、刃の先端部分以外を皮膚に触れないようにし、軽便に扱えるように工夫された髭剃り用の剃刀である。
刃物であるため、実際には絶対に安全というわけでなく、在来の直刃の剃刀 (straight razor) に比較して「安全」であるために「安全剃刀」(safety razor) と呼ばれる。近代以降において普及した製品のほとんどは、柄から脱着できる使い捨ての刃を用い、刃を研ぐことを不要としている。

## 歴史

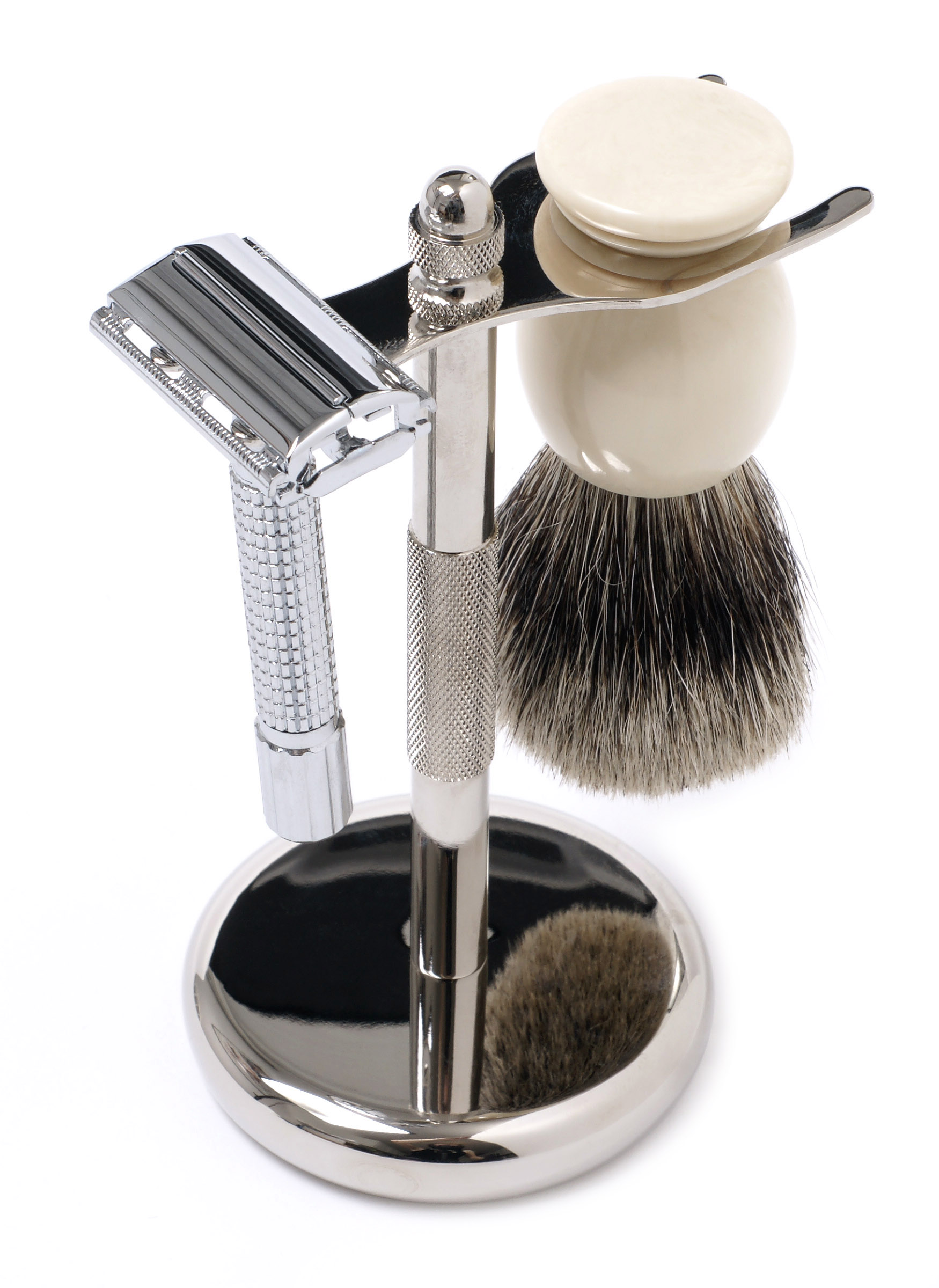
スタンド付き剃刀とブラシのシェービングセット

### 安全剃刀以前
安全剃刀の発明以前、男性がヒゲを剃る際には長い直刃の剃刀を使っていた。このような剃刀は使用に慣れを要する危険な道具であり、必然的に髭剃りは専門技能になり、理髪店で剃ってもらうのが一般的となった。
直刃の剃刀は21世紀初頭でも販売されているが、使用や研ぎには熟練と注意を要するため、専らプロの理容師の扱うものとなり、一般にはあまり使われなくなっている。

### 発明
最初の安全剃刀は18世紀末にフランス人ジャン=ジャック・ペレが発明した。ペレは鉋（かんな）を見て思いついたという。彼は刃物の専門家であり、Pogonotomy or the Art of Learning to Shave Oneself（ひげそり術）という本も出版している。1820年代末、それに似た剃刀がイギリスのシェフィールドで作られている。また1870年代ごろから鍬形のハンドルに片刃の剃刀を装着した形のものがイギリスやドイツで出回るようになっていった。ヨーロッパでは"Comfort"の剃刀などが売られていたが、この時代の安全剃刀は本当に「安全」とは言えないものだった。
1880年、アメリカで Kampfe Brothers が安全剃刀の特許を取得した。そこには「小さな刃は適当なフレームで保持され、刃の先端が皮膚に食い込むことを防止するガードがついている」とある。この新たな剃刀は刃の先端に沿ってガードがあるのが特徴で刃は片方だけを使い、研ぐために頻繁に取り外せるようになっていた。

### ジレットの新機軸

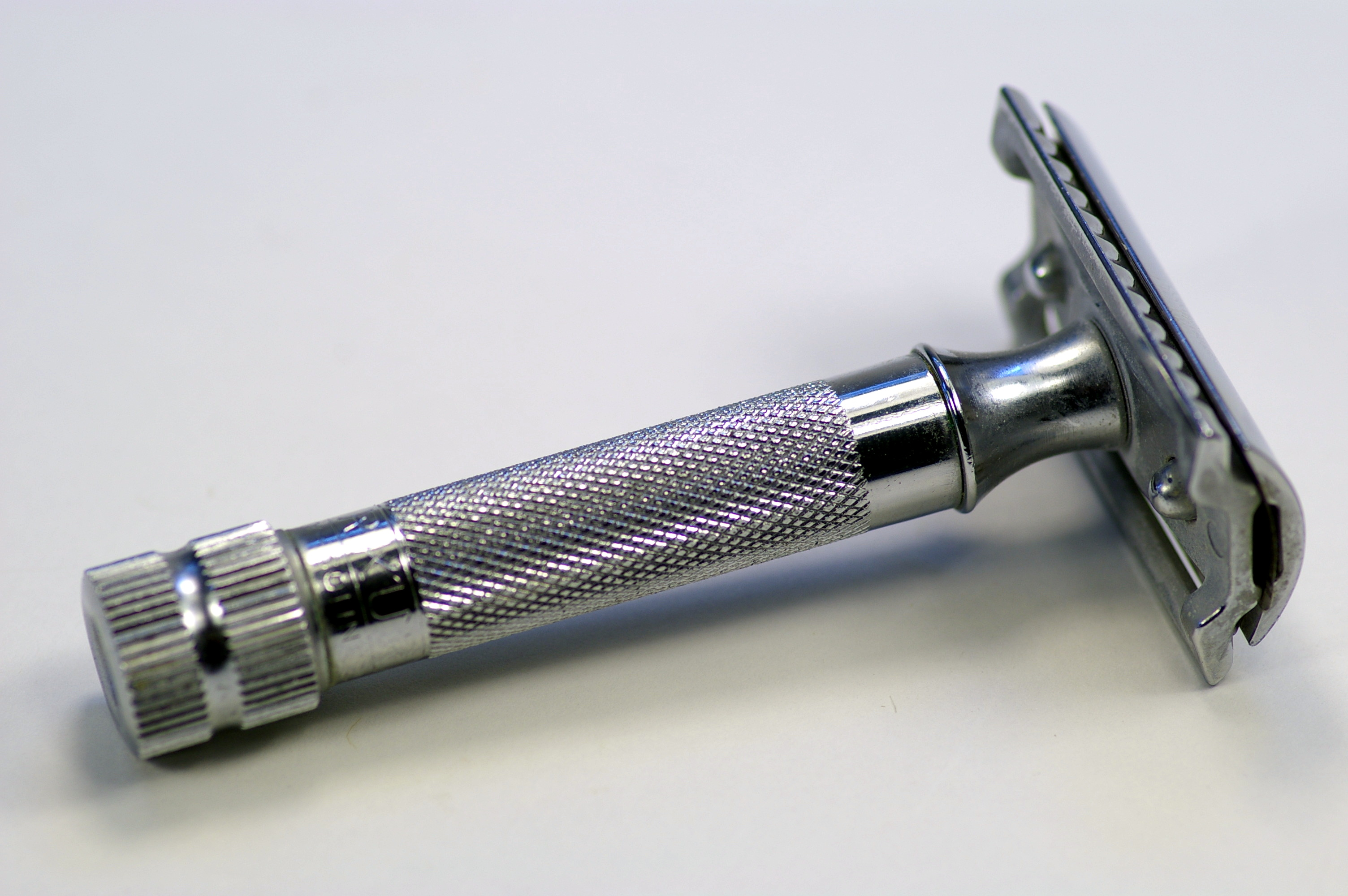
両刃型の安全剃刀ホルダー

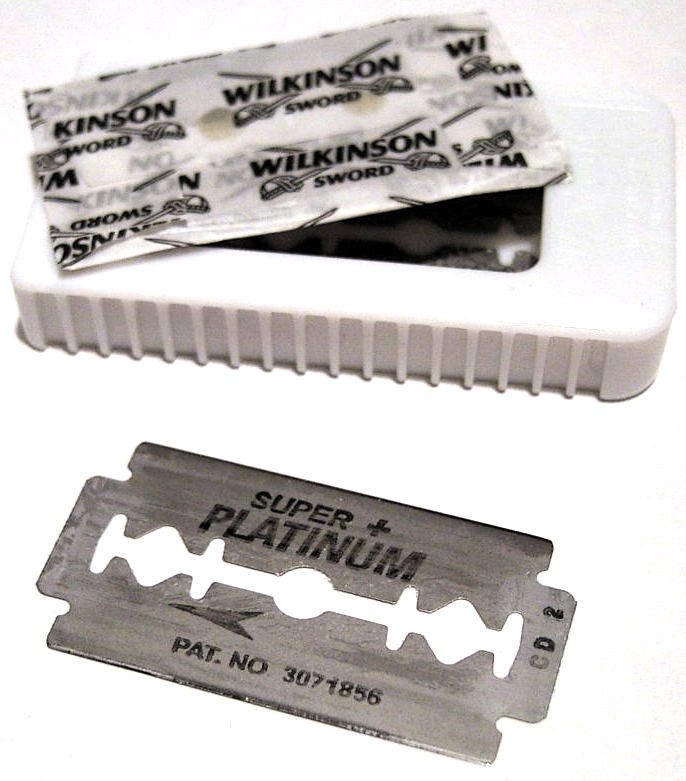
両刃の替え刃（ウィルキンソン）。このタイプの替え刃は世界中で互換性のある製品が生産されている

1901年、アメリカの発明家キング・キャンプ・ジレットはウィリアム・ニッカーソンの協力を得て、使い捨ての薄い刃を使った安全剃刀を発明した。専用のホルダーに刃をねじ留めする構造を採用し、切れ味が鈍った刃は使い捨てて新しい刃に取り換えることで、極小の刃を研ぐ面倒な手間を省いた。長方形に加工された小さく薄い鋼片の長辺2辺に刃が付けられており「両刃」と呼ばれる。
ホルダーに装着された刃は大部分をカバーされて刃先だけがわずかに露出しており、使用中の深い創傷を防ぐようになっていた。このため、大多数の人々が初めて自分で安全にヒゲを剃れるようになった。
当時の競合他社も似たような安全剃刀を発売していたが、いずれも刃は使い捨てではなく研いで使い続ける方式で、昔ながらの革砥を使うか専用の機械に刃を通して研ぐ必要があった。それらに比べてジレット式の使い捨て刃では使い勝手が格段に改善された。また刃を研いでの再利用を考慮する必要が無く、研ぎ代の厚み確保が不要なため、剃刀に必要な高品質の刃物鋼は最小限の使用で済み、製造資材コストの面でも有利となった。
ジレットの着想が卓抜していた点は、安全剃刀自体の完成度の高さに留まらず、その構造を活かしたビジネスモデル構築に成功したことにあった。ホルダー部分を安く売って普及させれば、消耗品として継続した替え刃の市場が生まれ、そこで長期的な利益を上げられると思いついたのである。ロスリーダーとは異なり補完的な商品に依存しないこのビジネスモデルは「剃刀と替え刃のビジネスモデル」と呼ばれ現代ではインクカートリッジ商法など多数に応用されている。
このアイデアを実現すべくジレットは1901年12月3日に特許を申請し、1904年11月15日にアメリカ合衆国特許 #775,134が発効した。
1903年、ジレットはこの剃刀の販売を開始したがホルダー本体51個、替え刃168枚しか売れなかった。しかし、ホルダー本体を飲料などのおまけ景品として無料配布したところ、1904年には9万個の剃刀と12万3000枚の替刃を売り上げ、ビジネスは次第に軌道に乗り始めた。

### 第一次世界大戦
第一次世界大戦中、ジレットは軍と契約し、ヨーロッパに出征する兵や将校の標準装備としてジレットの安全剃刀と替え刃を供給した。戦争が終わるまでに軍に350万本の剃刀本体と3200万枚の替え刃を供給し、おかげでアメリカ中の男性がジレットの安全剃刀を使うようになった。

### 第二次世界大戦
日本では、安全剃刀の替刃を等級別に分けた上で公定価格が設定された。第二次世界大戦後も公定価格の設定は続き、1947年の価格改定（約2倍の値上げ）後の価格は、特級品3円90銭以内、一級品3円、二級品2円40銭、三級品1円80銭とされた。

### ステンレスへの移行
ジレットは1960年代まで炭素鋼の刃を製造していた。これは錆びやすく、頻繁に刃を変える必要があった。
1965年、イギリスのウィルキンソン・ソードはステンレス鋼製の刃を発売した。これは錆びにくく、刃がなまくらになるまで繰り返し使用可能である。ウィルキンソンはイギリスを含めたヨーロッパ市場で急速にシェアを伸ばしたため、ジレットはそれに対抗するためステンレス鋼への転換を余儀なくされた。
今日では安全剃刀の刃はほとんどがステンレス鋼製である。今でも炭素鋼製の刃も使われており、以前に比べればかなり進歩している。最近の炭素鋼製の剃刀は、使う度にアルコールですすげば錆びない。実はジレットは以前からステンレス鋼の剃刀の特許を持っていたが使っていなかった。このため顧客に錆びやすい剃刀（の替え刃）を売りつけているとして告発されたことがある。

### 片刃
安全剃刀と一口に言っても、様々な剃刀がある。その中でもそれほど一般的ではないものとして、片刃の安全剃刀がある。この場合、剃刀の刃の部分が両刃ではなく片刃になっている。片刃の安全剃刀では American Safety Razor が"Ever-Ready"のブランドで販売していたものが有名で、その刃の部分は"'Radio' Blades"と呼ばれていた。同社は"The Honest Brush"の製品名でシェービングブラシ（Shave brush）も製造していた。また、Gem Safety Razor は"Gem Damaskeene Razor"の製品名で片刃の安全剃刀を販売していた。剃り味がよいことから欧米では片刃の安全剃刀の愛好者がおり、替え刃もドラッグストアなどで比較的容易に入手できる。

## ホルダー
1970年代初めごろまで、安全剃刀の替え刃は1枚の使い捨て式の刃が主流だった。刃は両刃か片刃で、安全剃刀本体の設計に応じて使い分けた。ホルダー共々基本構造はごく単純なものであった。
このような安全剃刀のホルダーは、ドイツの Merkur、パキスタンの Treet、中国の Weishi、インドの Parker、日本のフェザー安全剃刀といった企業が今も生産している。替え刃はアメリカ、イスラエル、ロシア、日本、エジプト、イギリスなど世界各国で生産されている。両刃の替え刃は炭素鋼・ステンレス鋼を問わず、ジレットの原型に起源を持つほぼ同一の寸法で生産されており、大方のホルダーに装着できる互換性を有する。

### カートリッジ方式

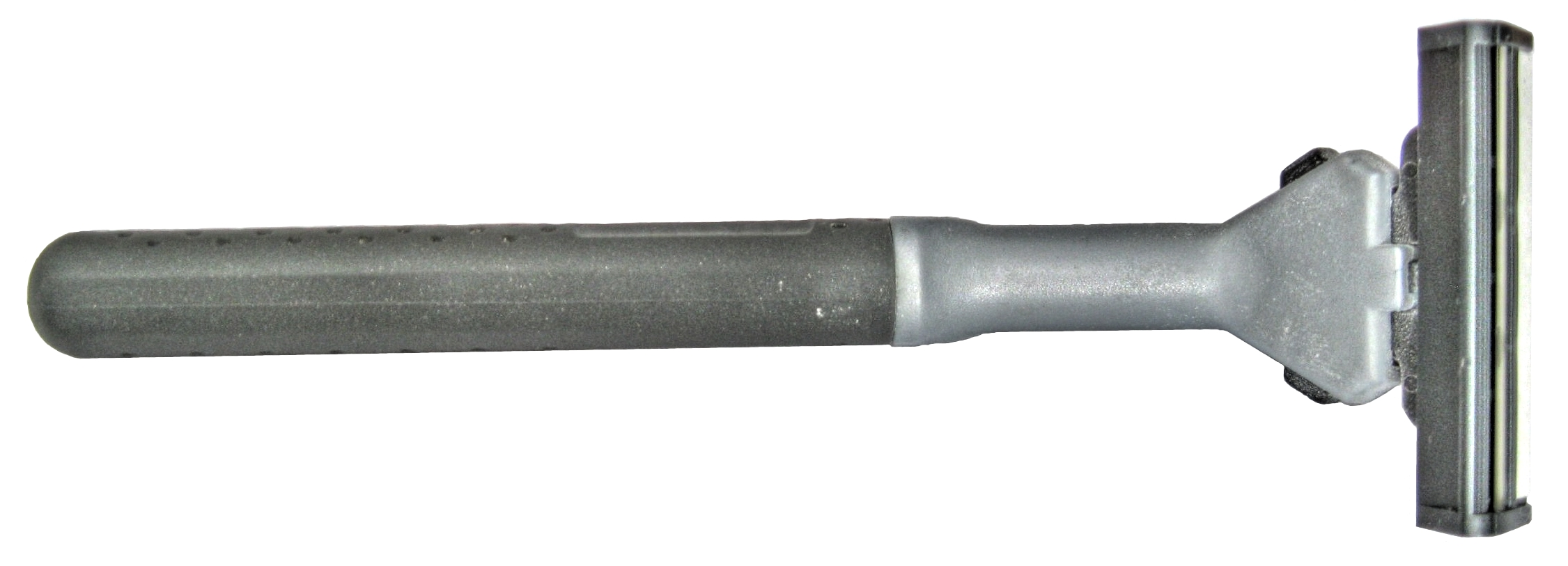
2枚刃カートリッジ方式

1枚刃の安全剃刀は、直刃に比較すると扱いが楽になったものの、替え刃の装着時にネジの締め具合で微妙に刃の角度を調節する必要があり、不注意によってネジの締め具合が甘いと刃が立ちすぎ、容易にカミソリ負けを起こした。対策にジレットは刃の角度の調節機構のついたホルダーを開発したが、根本的な解決にはならなかった。また両刃は、交換時に注意しないと指を傷つける危険があった。
そこで、あらかじめ刃をプラスチック製の外枠に一定角度で固定したカートリッジにして、ヘッド部分ごと交換する方式が考案された。このカートリッジ方式が、今も主流として使われている。1965年、ジレットは鋼製の帯によるカートリッジを採用したテクマテック (Techmatic) という安全剃刀を発売した。
ジレットやシックがなぜカートリッジ式に移行したのかについては、これまでもよく議論されてきた。1つの説は、カートリッジ方式にすることによってその企業の替え刃へのコントロールが強化されるからというものである。ジレットの最初の特許は古いものであったため、両刃剃刀普及後の市場独占権は中途で失われ、カートリッジ以前の両刃では、世界中でサードパーティ製の替え刃が販売されていた。それが熾烈な価格競争を生じ、結果として企業の利益を圧迫していた。
古典的な両刃の替え刃を製造する企業は、今も世界中に20社以上存在する（ASR, Dinosaur, Goldcow, Bic, Merkur, Wilkinson, Gillette, Panda, Feather, Derby, Crystal, Astraなど）。しかしジレットが Trac II を発売したとき、そのカートリッジを発売できたのは数社に過ぎない。替え刃への独占が維持できれば、メーカーはその価格を自由に上げることができる。アメリカで最新式多数刃カートリッジ式替え刃の価格は高ければ3ドルか4ドル程度、日本では500円以上する場合もあるが、両刃の替え刃は安いものでは10セント、日本で30円か40円からである。

#### 両刃用
大きく分けて3〜4つの部品に分けられる。材質はプラスチック、亜鉛、黄銅,アルミ、ステンレス、チタンがある。2つは2ピース、3つは3ピースと呼ばれる。TTO という2ピースに観音開きの機能がついた蓋もある。
2ピース、TTO
2ピースはコムとハンドルが一体になっている。
3ピース
3ピースはヘッド、コム、ハンドルの3つの部品で構成される。
ヘッド（頭、トップキャップ、トップハンドル）
カミソリの刃を収めて蓋で閉じる部品
コム（ベースプレート）
カミソリの刃を肌に当てるところ
ハンドル
持ち手のこと
替刃
1枚刃を収める
オープンコム
コムが櫛状、刃が強く当たるため深剃りができるが剃刀負けしやすい。
クローズドコム（クローズドバー）
刃の当たりが弱いため剃刀負けがしにくいが深剃りはしにくい。
スラント（斜め）
コムと刃が斜めの形状、刃が強く当たるため深剃りができるが剃刀負けしやすい。

### 2枚刃
1971年ごろ、ジレットは Francis Dorion がデザインした Trac II を発売した（日本では GII）。これはアメリカで最初に発売された複数刃の安全剃刀である。そのカートリッジには刃が2枚装備され、刃先への圧力を分散して肌への食い込みを軽減している。ジレットは Trac II を特許で防衛し、同社のカートリッジを確実に何度も購入してもらえるようにした。これは、かつての剃刀と替え刃の販売哲学の自然な発展である。
同社は次に Atra（Contourとも、日本ではアクタス）を発売。これは首振り式でヘッド部分が動くようになっていて、皮膚の形状に密着しやすいとされていた。その後、いわゆる「スムーサー」を導入した Trac II Plus や Atra Plus が登場。さらに2枚ある刃をそれぞれ独立サスペンションで調節する Sensor（センサー）を投入した。同社はこれらの新製品を、従来のものより高い価格で販売し、利益を増やしていった。競合するシックなどもこの動きに素早く追随して2枚刃式の安全剃刀を発売し、市場の主流は2枚刃に移った。
当時、各ブランドのカートリッジには互換性がなく、各社は顧客の囲い込みを狙っていた。現在市場の中心はより多数の刃のあるモデルに移り、ジレットは2枚刃のホルダーを廃番にしているが、同社のシステムはある程度の互換性があり、ウィルキンソンなど数社から適合するカートリッジが供給されている。このため2枚刃カートリッジは一個あたり数十円程度と多数刃にくらべ非常に安価で、今なお使用者が多い。また業務用に根強い需要があり、替え刃が数十個単位や、100個以上のパッケージで販売されている。

### 使い捨て剃刀
もう1つのイノベーションは1974年、ビックが発売した使い捨て式の安全剃刀である。ホルダー部を低廉なプラスチックで成型してヘッド部分に刃を固定、刃のみを交換するのではなく、安全剃刀全体を使い捨てできるものにした。ジレットはこれに対抗して Good News という使い捨て式安全剃刀を北米で1976年に発売した。この時点でビックは北米市場に参入できていなかった。ジレットはさらにスムーサーを追加した Good News Plus を発売。日本では「ブルーII」という製品名で1986年に発売した。
このタイプの使い捨て剃刀は、携行しやすさを生かした旅行・外出向けなどのほか、ホテル客室の宿泊者用備品、サウナ・共同浴場などの入浴者向けの使い捨て用など、業務用アメニティー供給に適しており、市場に一定のシェアを獲得している。ヘッド部からハンドルに至る全体をプラスチックで一体成型したものが、コスト面で有利なためもっとも主流であるが、ネックにヒンジを備えてヘッドを可動式にした分割式も見受けられる。また一体式でも、貝印の一部製品のようにグリップ部までを金属の薄板で成型した製品が存在する。

### 3枚刃以上
1998年、ジレットは初の3枚刃カートリッジ式安全剃刀 Mach3（日本では「マッハシンスリー」）を発売。後に Sensor を3枚刃にした Sensor3 を発売した。このころからシックとの開発競争が激化する。両社の開発競争は1970年代からパロディ化されており、1975年の『サタデー・ナイト・ライブ』でもそのようなネタのエピソードがあった。2004年、The Onionに掲載された風刺記事"Fuck Everything, We're Doing Five Blades"では5枚刃の登場を予言していた。これは実際に5枚刃カートリッジが登場する2年前のことである。

シックは Mach3 に Quattro で対抗した。世界初の4枚刃カートリッジである。これらのイノベーションを市場に投入する際は、より簡単によりよい剃り味を達成できると喧伝している。

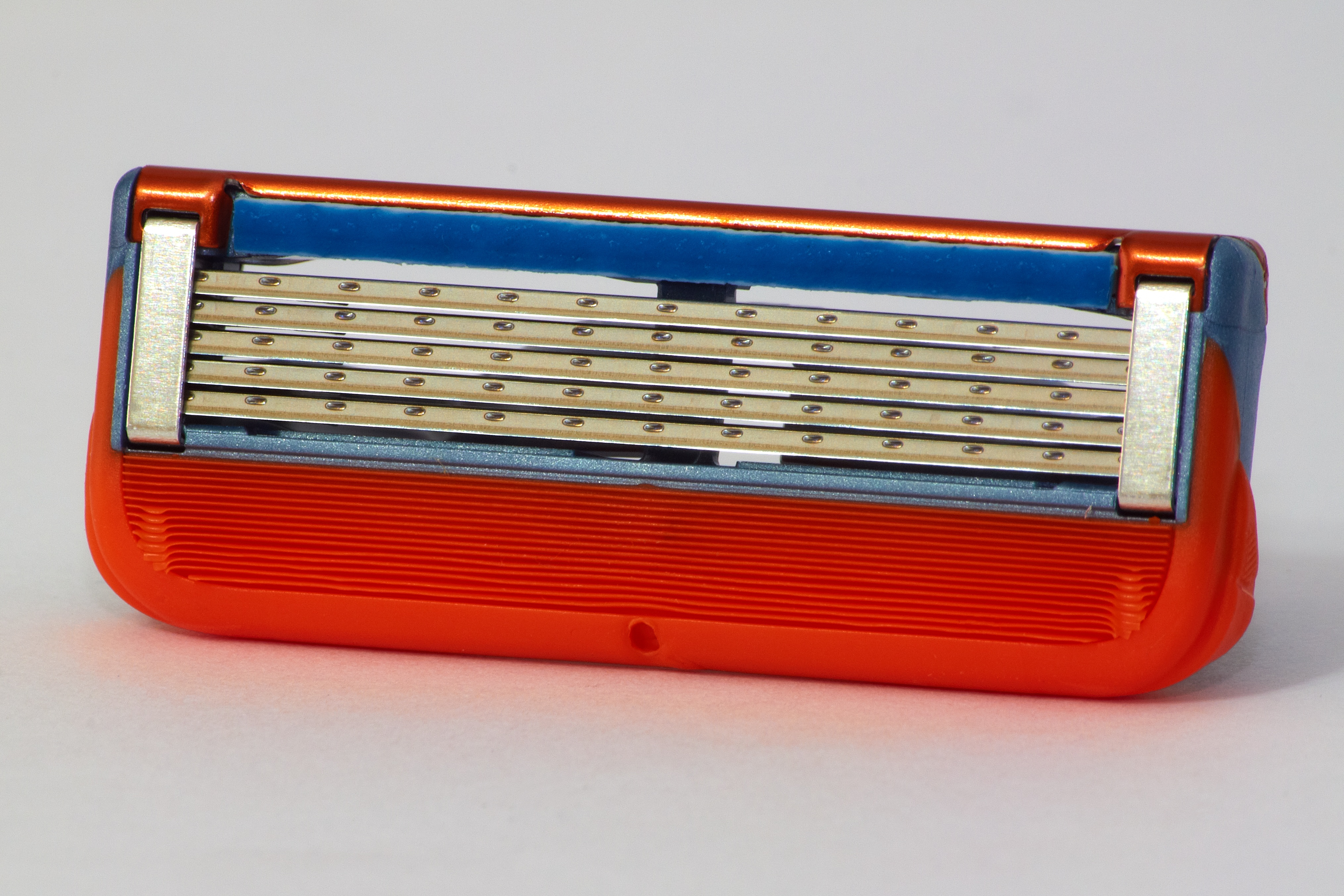
ジレットの Fusion Power.

2008年、イギリスのKing of Shavesは4枚刃の Azor を発売した。Azor は競合製品よりも構造が単純だが、首振り式ではなく自在ヒンジを採用している。またジレットは 2010年に5枚刃の Fusion（フュージョン5+1）を発売し、これは5段重ねの本刃の他に、キワ剃り用の刃が付いている。さらに韓国メーカーのドルコ (DORCO) が2012年に6枚刃、さらには7枚刃を売り出した。

### 振動機構
また、最近は電池を装備して刃を振動させる電動カミソリが開発され、ジレットからは M3Power（エムスリー・パワー）が発売されている。この振動は、毛を剃る前に立たせて剃りやすくするのだという。この主張は裁判で「確証がなく不正確」だとされた。シックも同様の電動機能を持つ Schick Quattro Power を発売している。

## 男性用と女性用の違い

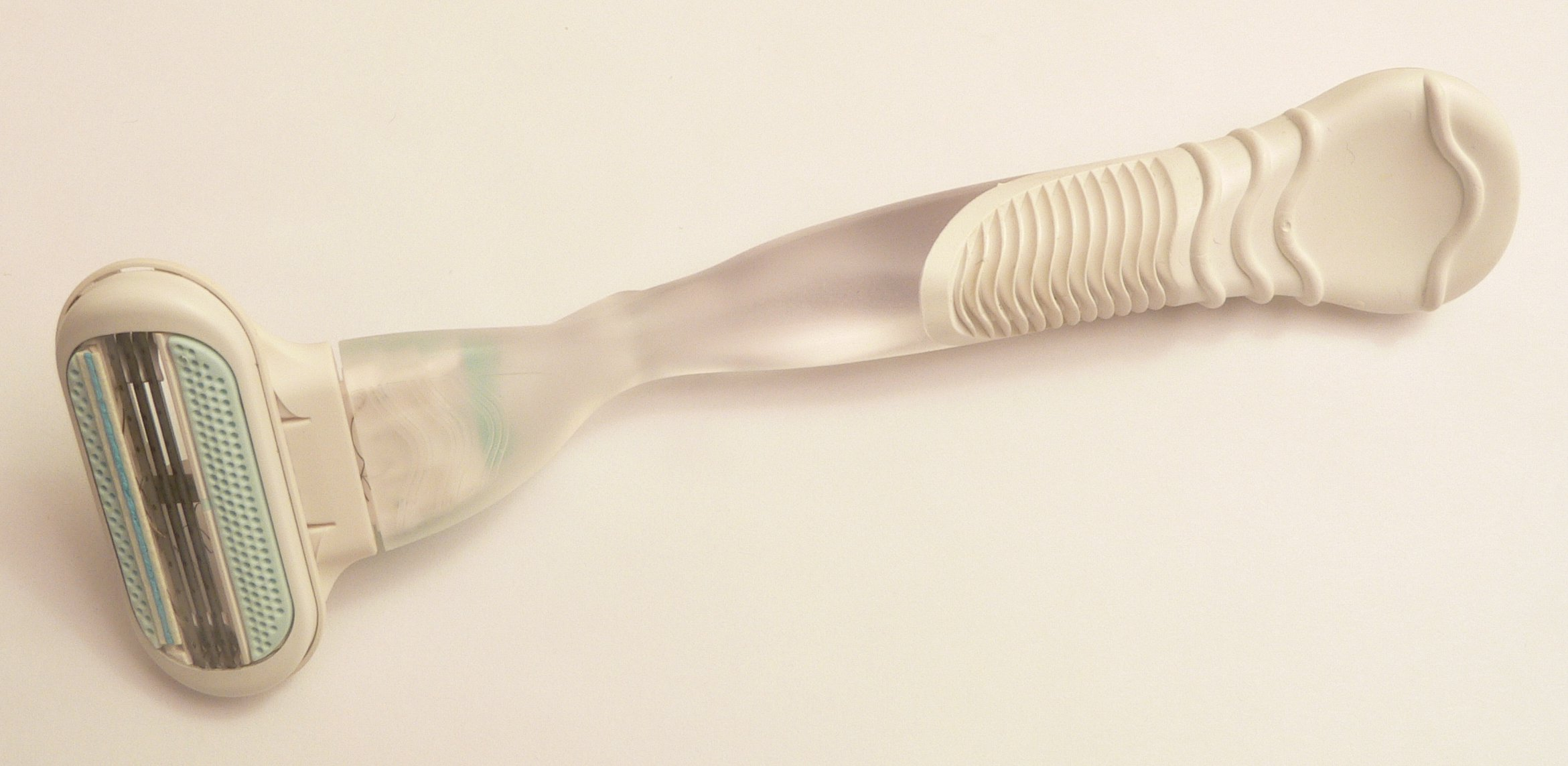
女性用安全剃刀

安全剃刀は男性用と女性用が別々に製品化されている。単に色が違うだけの使い捨て式のものもあれば、設計原則が全く異なるものもある。男性が専ら顔の髭剃りを剃刀の主用途とするのに対し、女性は顔面に限らず、手足や脇などの無駄毛を除く美容上の目的で剃刀を用いるため、これを加味した女性用安全剃刀は様々なタイプが製造されている。女性用の安全剃刀は柄が長く握りやすさを考慮したものが多く、剃る場所によって柄の形状を特化させたものもある。

## 剃毛以外の用途
両刃の安全カミソリに使われる替え刃は、安価ながら切れ味が良く刃だけが販売されているため、髭剃り以外にも利用されている。
髭剃り用としてはステンレス鋼の方が優れており炭素鋼にメリットは無いが、炭素鋼はステンレス鋼より安価であるため、検体をスライスするなどの生物実験用、接ぎ木などの園芸用、楽器補修や模型などの精密工作用としての需要があり、フェザー安全剃刀では髭剃り用としてはステンレス鋼を推奨しつつも、コーティングしていない炭素鋼の刃を販売している。
映像用の磁気テープを切断する用途にも使われた。初期の映像編集ではフィルムをハサミやカミソリで切っていた。直接切ることが無くなっても「カット」という用語が残っている。

## 主なメーカー

### 日本製
- 貝印
- フェザー安全剃刀 - ステンレス鋼と炭素鋼を販売しており、それぞれ片刃もある。
- 日本利器工業 - 片刃も販売。
- ニッケンかみそり

### 海外製
- アストラ - 替刃のみ。
- Weishi
- ASR
- ウィルキンソン・ソード
- エッサンテ
- Crystal
- Goldcow
- シャーク - 替刃のみ。
- Shaving Factory
- ジレット
- シック
- gem
- ダービー - 替刃のみ。
- ツヴィリング・J.A.・ヘンケルス
- Treet
- Dinosaur
- ドルコ
- Parker
- parker-shark
- Panda
- ビック
- ミューレ
- melo
- メルクール - 片刃も販売。

## 画像

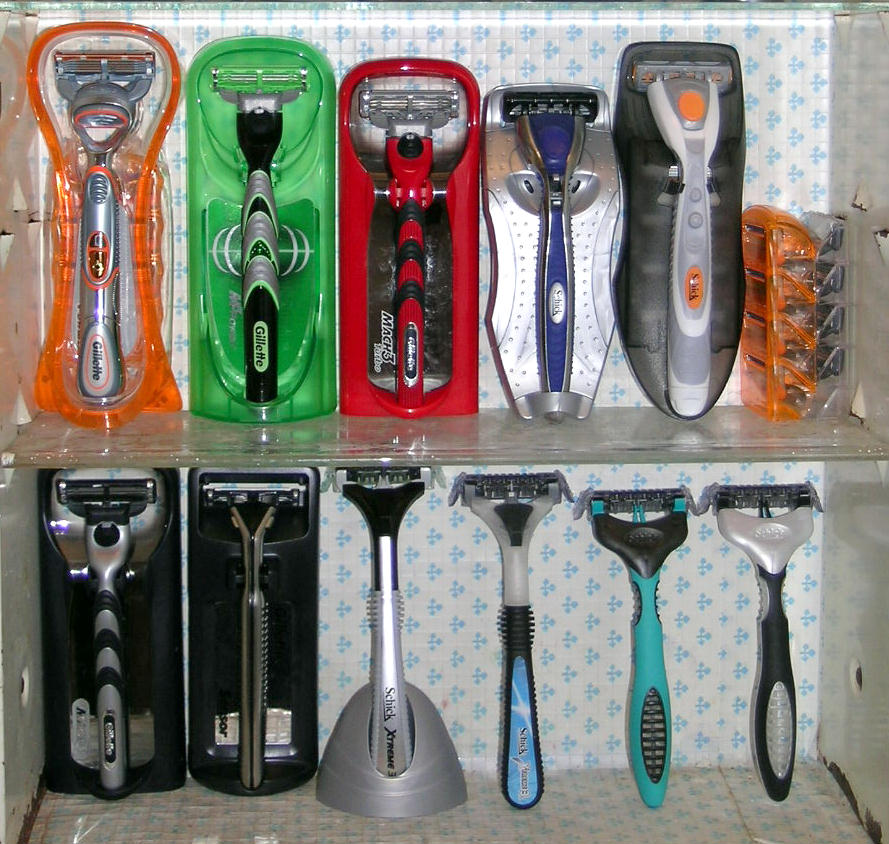
様々な安全剃刀
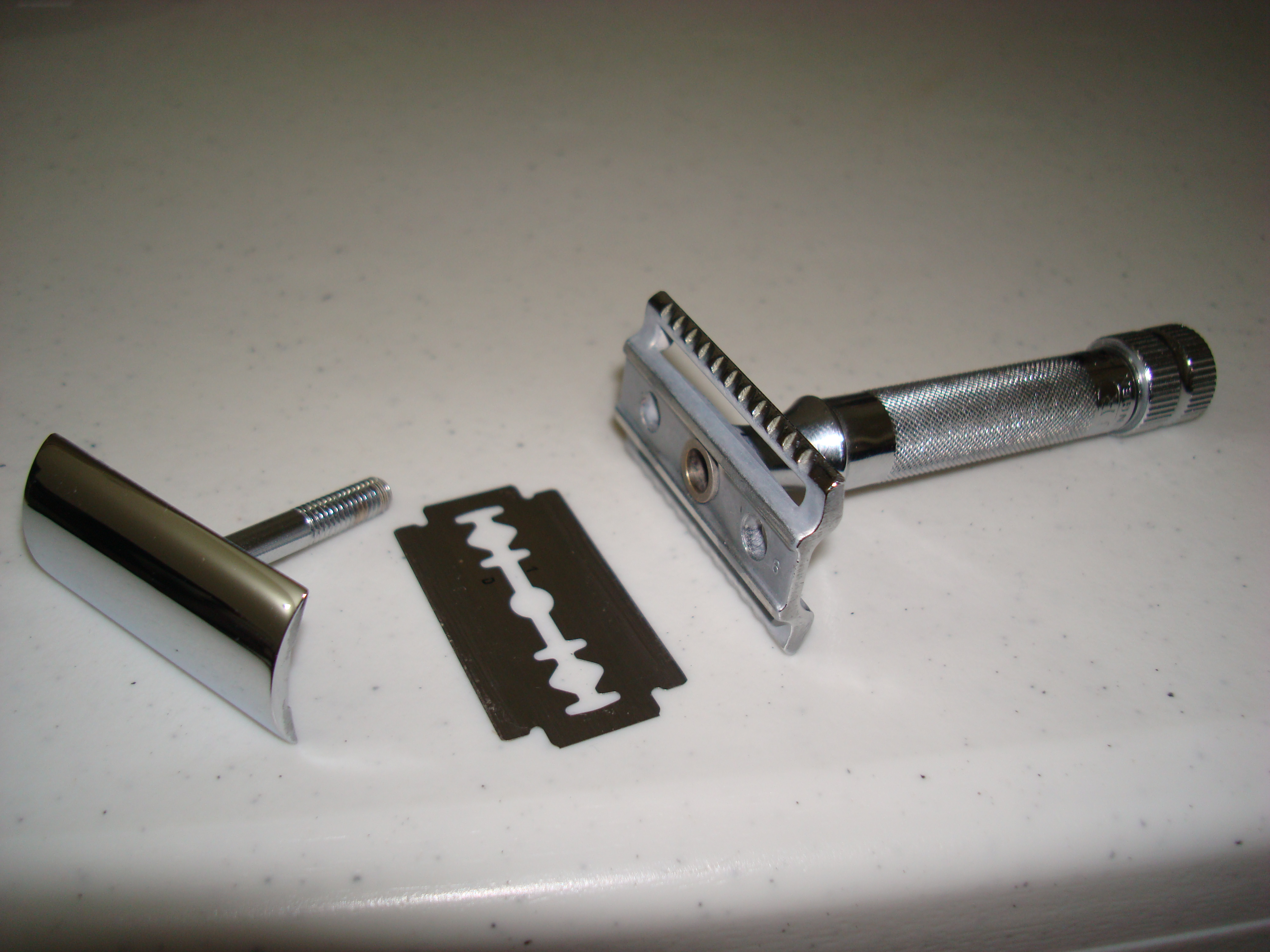
分解したところ
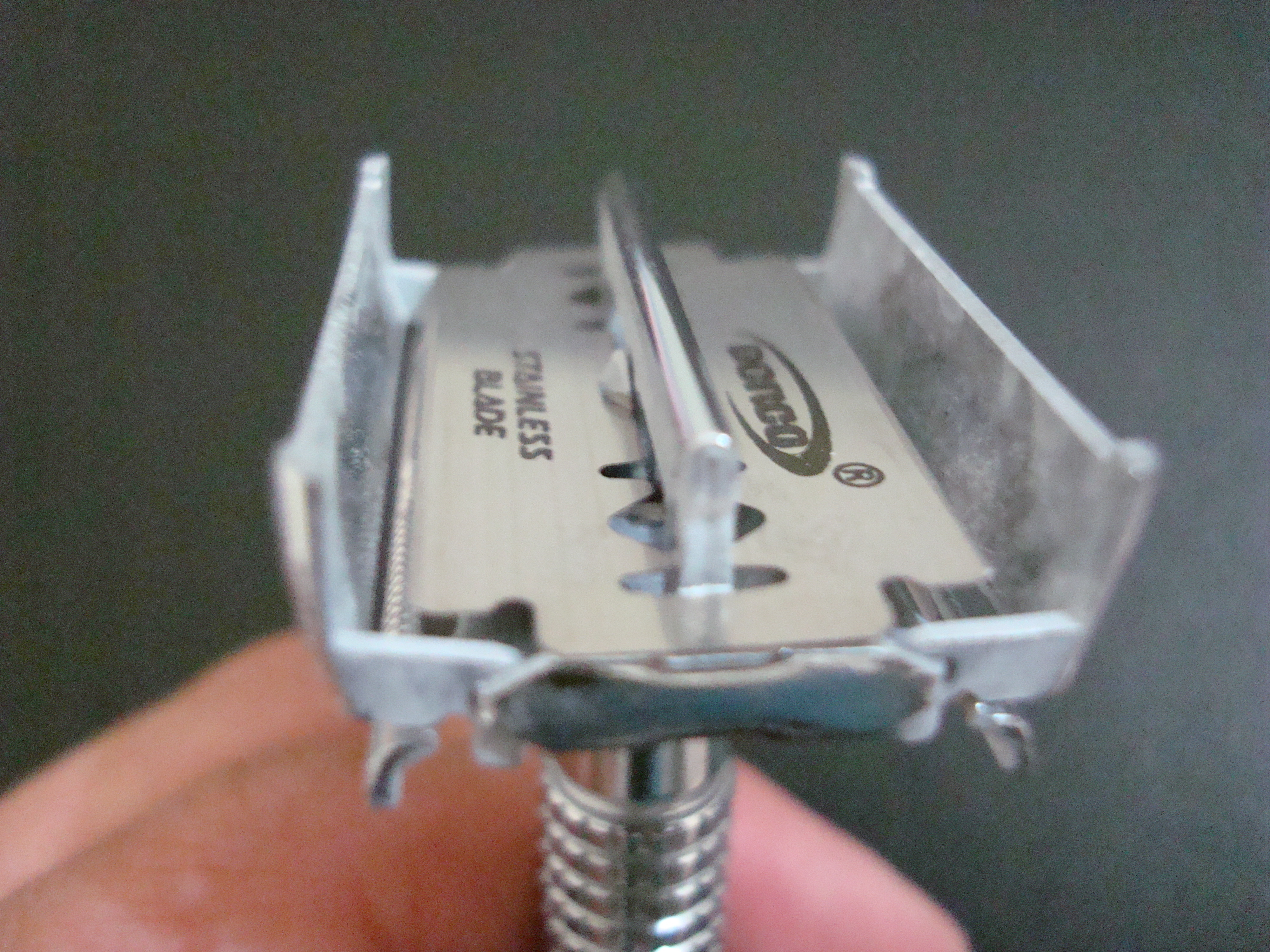
開いたもの
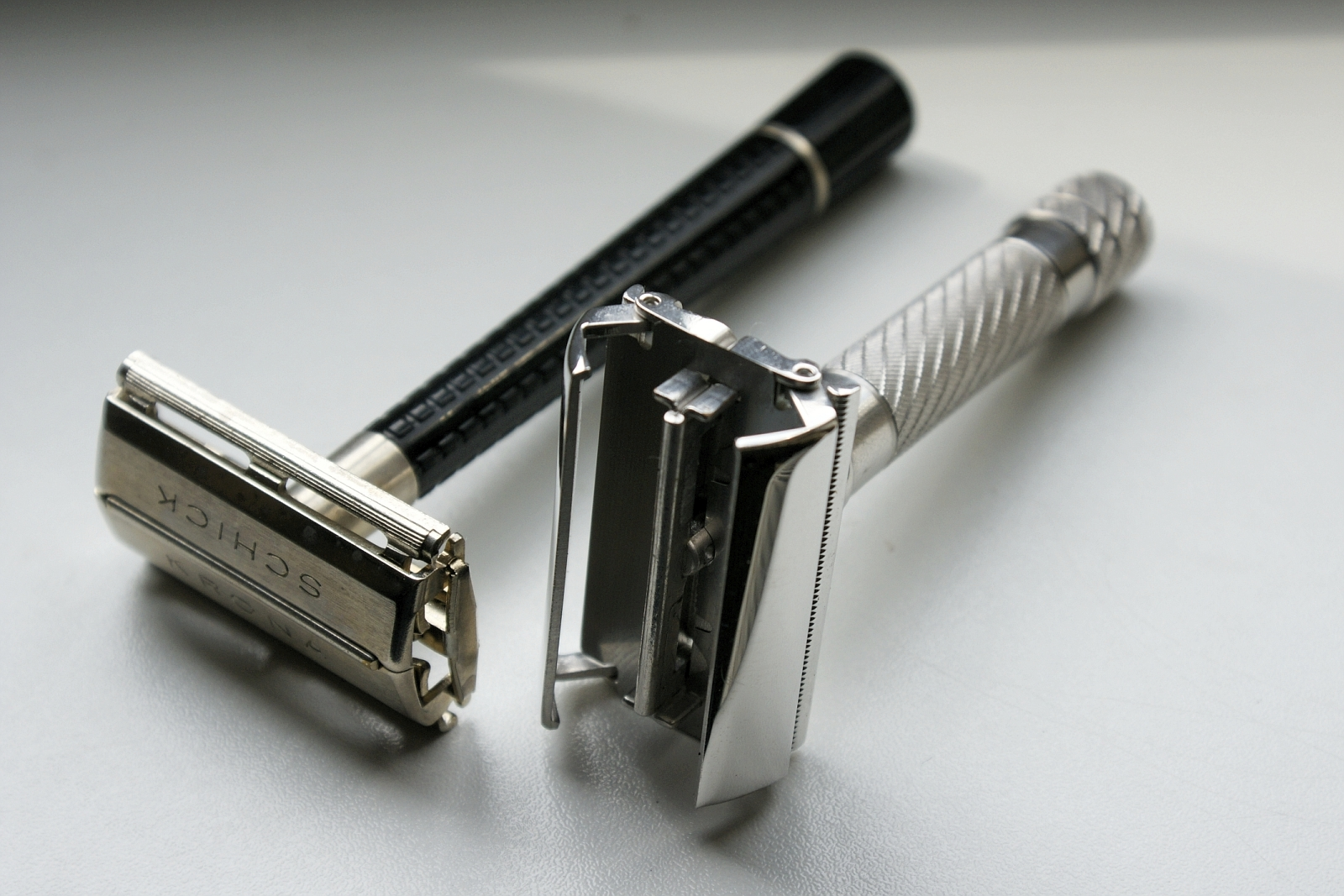
閉じたものと開いたもの
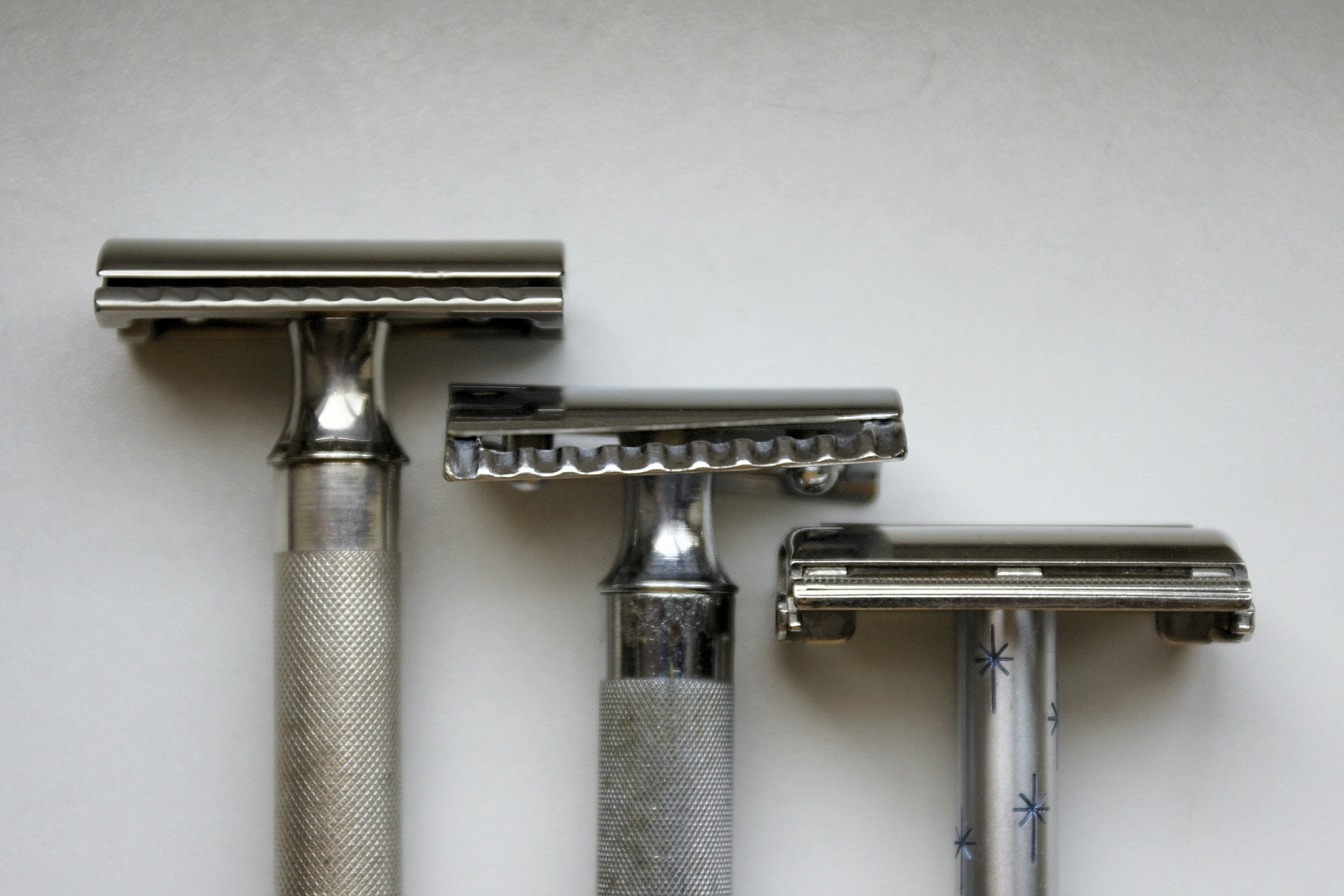
メルクールの安全剃刀
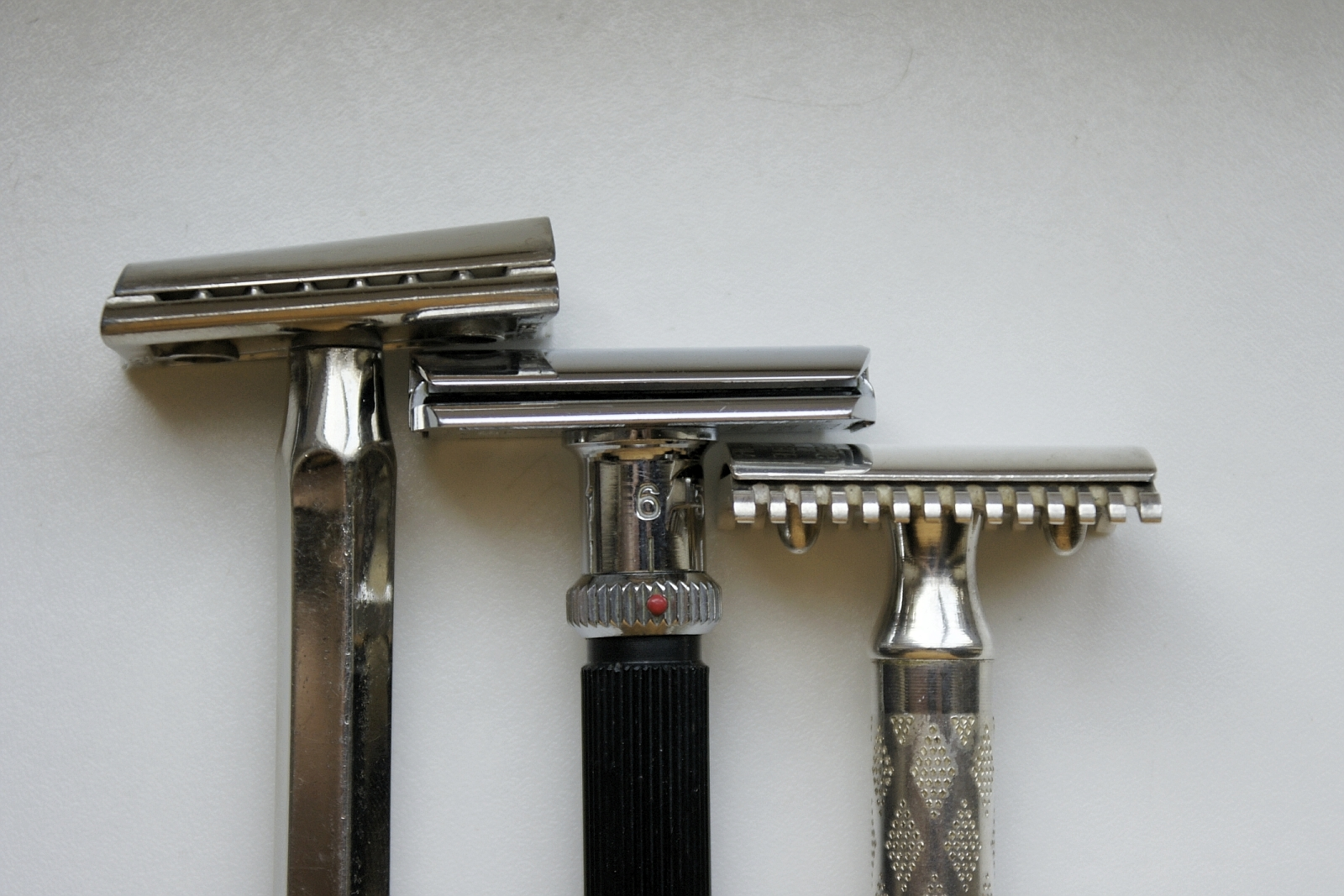
様々な両刃型ホルダー